# Fargesia nitida
La Fargesia nitida és una espècie de bambú, del gènere Fargesia de la família de les poàcies, ordre de les poals, subclasse de les commelínides, classe de les liliòpsides, divisió dels magnoliofitins.
Ha rebut els noms d'arundinaria nitida (Mitford) i sinarundinaria nitida ((Mitford.) Nakai) i thamnocalamus nitidus. En anglès se l'anomena "Blue Fountain" (font blava) o "Hardy Blue Bamboo" (Bambú dur blavós).

## Característiques
És originari de la Xina, on es fa en alçades entre els 2.400 i els 4.100 metres; suporta temperatures de -28 °C. Creix verticalment fins a assolir alçades de dos a sis metres. De caràcter perenne, les seves fulles són fines i allargades, i creixen de forma molt compacta.
De floracions molt espaiades en el temps, la de l'any 2006 va afectar la població de pandes gegants, que són grans consumidors d'aquest bambú. Les seves canyes s'usen per a fer tanques, en la construcció i en cistelleria.

## Varietats cultivades
Fargesia nitida "Anceps", F.nitida "Chennevières", F.nitida "Eisenach", F.nitida "Gansu", F.nitida "Great Wall", F.nitida "Nymphenburg", F.nitida "Wakehurst"